# Carex pseudoaperta
Carex pseudoaperta är en halvgräsart som beskrevs av Johann Otto Boeckeler och Georg Kükenthal. Carex pseudoaperta ingår i släktet starrar, och familjen halvgräs. Inga underarter finns listade i Catalogue of Life.